# میلتون برل
میلتون برل (انگلیسی: Milton Berle؛ زاده ۱۲ ژوئیهٔ ۱۹۰۸ درگذشته ۲۷ مارس ۲۰۰۲) یک هنرپیشه اهل ایالات متحده آمریکا بود. وی بین سال‌های ۱۹۱۴ تا ۲۰۰۰ میلادی فعالیت می‌کرد.

## گزیده فیلم‌شناسی
فهرست برخی از فیلم‌هایی که میلتون برل در آنها به ایفای نقش پرداخته است:
- دنیای دیوانه، دیوانه، دیوانه، دیوانه
- پادوی هتل
- اسکار
- ماجراجویی بزرگ پی‌وی
- برادوی دنی رز
- به دریا رفتن
- عزیز
- اتفاق